# Sémaphore (signalisation ferroviaire)
Pour les articles homonymes, voir Sémaphore.
 (Juillet 2018).

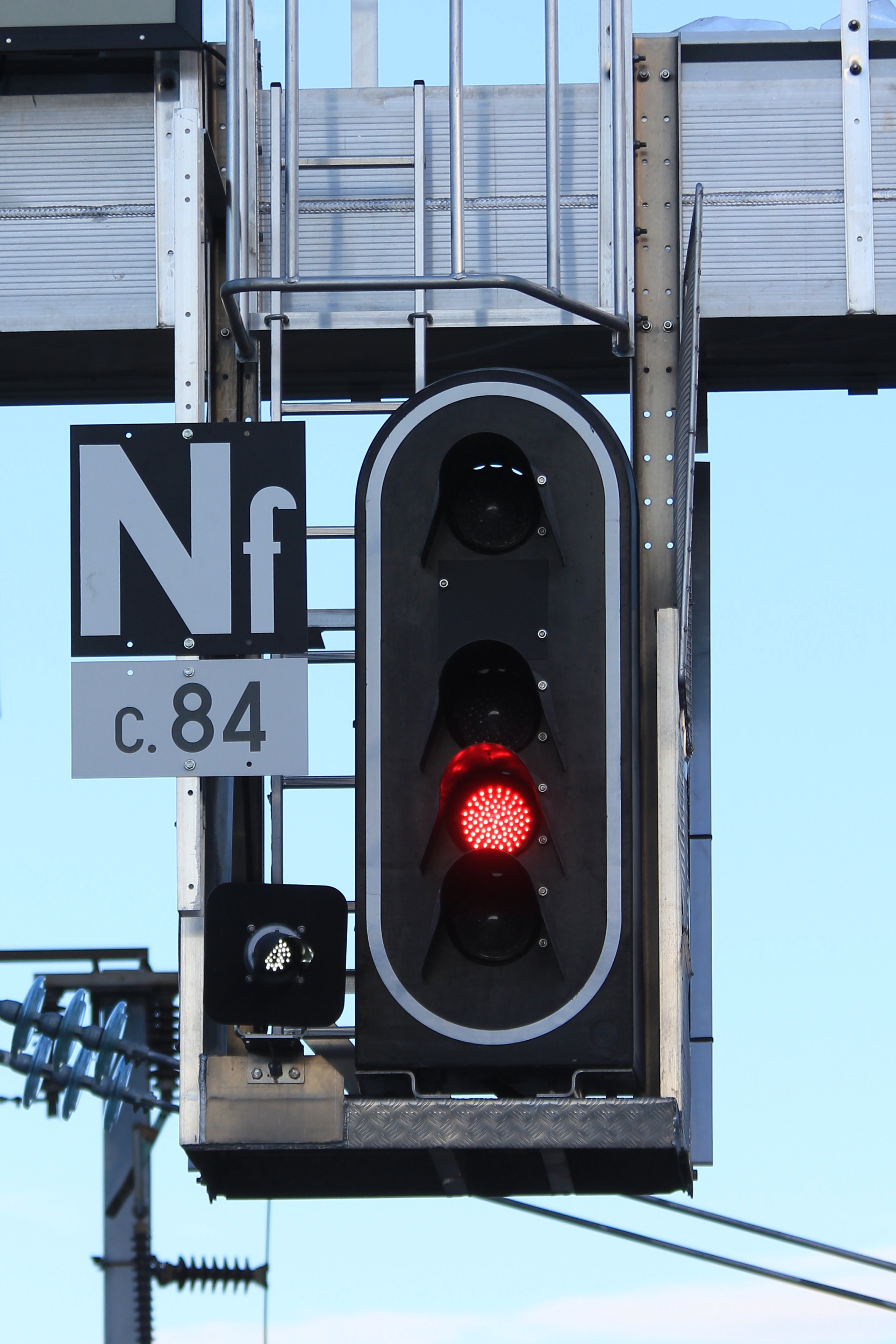
Signal Nf de BAL présentant le sémaphore (1 feu rouge + œilleton blanc).

Le sémaphore est un signal ferroviaire utilisé à la SNCF pour l'espacement des trains, appelé cantonnement. Chaque grande nation ferroviaire a développé des signaux sémaphores mécaniques et lumineux propres à son histoire comme l'Angleterre, l'Allemagne, la Belgique.

## Représentation
En signalisation lumineuse, le sémaphore fermé est présenté sous forme d'un feu rouge fixe, dans certains cas accompagné d'un œilleton de franchissement (petit feu blanc). En signalisation mécanique, de jour, il est présenté sous forme d'une aile rouge, étendue horizontalement et de nuit, par un feu rouge. Lorsque le sémaphore est ouvert (c'est-à-dire que le signal ne présente pas l'aspect sémaphore), en signalisation lumineuse, c'est une autre combinaison de feu qui est présentée (feu vert, ou avertissement, ou ralentissement, etc.) ; en signalisation mécanique, de jour, l'aile rouge est penchée à 45 ° environ et de nuit, c'est un feu vert qui est présenté. Le sémaphore est précédé par un autre signal présentant l'avertissement ou le disque.

Sémaphore fermé sur un signal de block manuel.
Sémaphore fermé sur un signal de BAL.
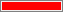
Sémaphore fermé en signalisation mécanique.

## Signification
Le sémaphore fermé impose l'arrêt du train avant le signal, sauf si ce train effectue une manœuvre (ou s'il s'agit d'un train de travaux). Ce signal protège le canton situé en aval du signal. Il peut indiquer :
- qu'un train est présent dans ce canton ;
- qu'il y a un rail cassé dans ce canton (uniquement en block automatique : BAL et BAPR à circuit de voie) ;
- que le train est dirigé vers une zone où la présence d'un convoi n'est pas contrôlée.

En signalisation automatique (signalisation systématiquement lumineuse), le sémaphore est accompagné d'une ou plusieurs plaques (F (franchissable), Nf (non-franchissable), PR, ou BM) et d'un œilleton blanc allumé ou non. Face à un sémaphore fermé, le franchissement de ce signal est possible sous certaines conditions qui varient selon la plaque et la présence et/ou l'état de l'œilleton (toute autre configuration est une anomalie de signalisation, voir plus loin) :
- rouge fixe + plaque F (+ éventuellement œilleton allumé) = sémaphore de BAL ;
- rouge fixe + plaque Nf + œilleton allumé = sémaphore de BAL ;
- rouge fixe + plaque PR = sémaphore de BAPR ;
- rouge fixe + plaques Nf et PR + œilleton allumé = sémaphore de BAPR ;
- rouge fixe + plaque BM = sémaphore de block manuel ;
- rouge fixe + plaques Nf et BM + œilleton allumé = sémaphore de block manuel.

Après avoir marqué l'arrêt au pied du signal, s'il s'agit d'un sémaphore de BAL, le train peut reprendre sa marche de sa propre initiative et le franchir sans dépasser 30 km/h, puis doit suivre la règle de la marche à vue dans tout le canton suivant. S'il s'agit d'un sémaphore de BAPR, le train ne peut reprendre sa marche qu'après une autorisation verbale par téléphone du Régulateur de ligne et doit respecter la marche à vue sur tout le canton suivant, dont la longueur peut souvent dépasser plus de deux kilomètres (d’où l’autorisation verbale). S'il s'agit d'un sémaphore de block manuel, le train doit recevoir par écrit une autorisation de franchissement avec respect des directives indiquées sur cette autorisation.

## Annonce
Il est précédé à distance d'un avertissement fermé.

## Anomalie de signalisation
Un feu rouge accompagné d'une plaque Nf et d'un œilleton éteint est assimilé à un carré ayant une lampe grillée. Il s'agit d'une anomalie. Si le conducteur franchit un tel signal intempestivement, il doit déclencher les mêmes procédures d'urgence que s'il avait franchi un carré. En cas de non fonctionnement du feu (feu éteint), le conducteur doit considérer qu'il est face à un carré (signalisation la plus restrictive).